# Rue Carnot (Châlons-en-Champagne)
Pour l’article homonyme, voir Rue Carnot.
La rue Carnot est une voie de la commune de Châlons-en-Champagne, située au sein du département de la Marne, en région Champagne-Ardenne.

## Situation et accès
La rue Carnot appartient au centre-ville.
La voie est à double sens allant du nord vers le sud.

## Origine du nom
Elle porte le nom de l'homme politique Sadi Carnot (1837-1894).

## Historique

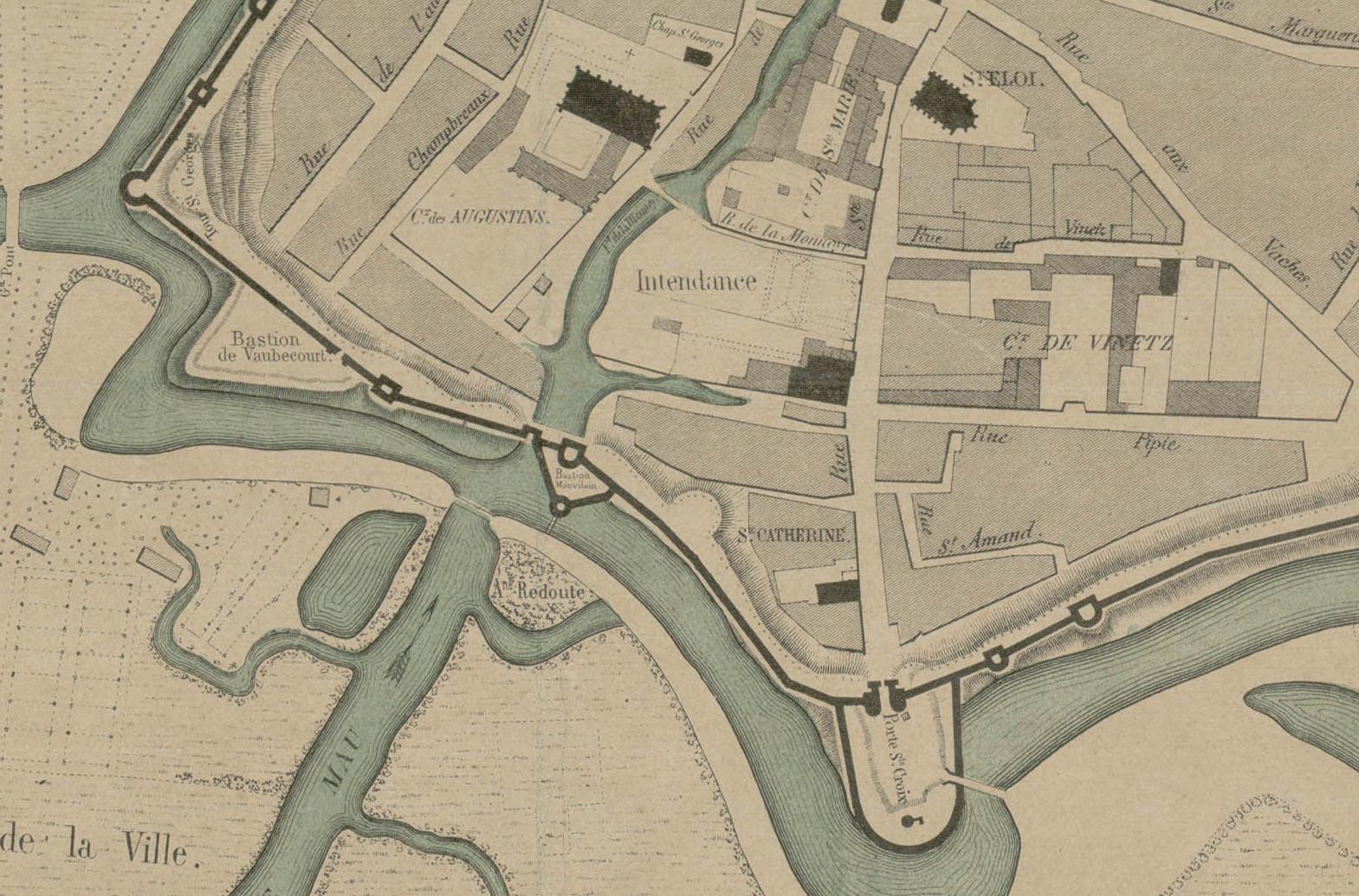
La rue sur un plan de 1775, bibliothèque Georges-Pompidou.

C'est l'une des anciennes voies de la ville historique avec nombre de bâtiments anciens et administratifs. Elle a pris sa dénomination actuelle après avoir été nommée « rue Sainte-Croix », « rue Dauphine » en mémoire du passage de la Dauphine vers 1770, ou encore « rue de l'Intendance » et « rue Neuf-Bourg ».

## Bâtiments remarquables et lieux de mémoire
- Les bâtiments du Conseil général de la Marne ;
- la Préfecture de la Marne ;
- les archives départementales.

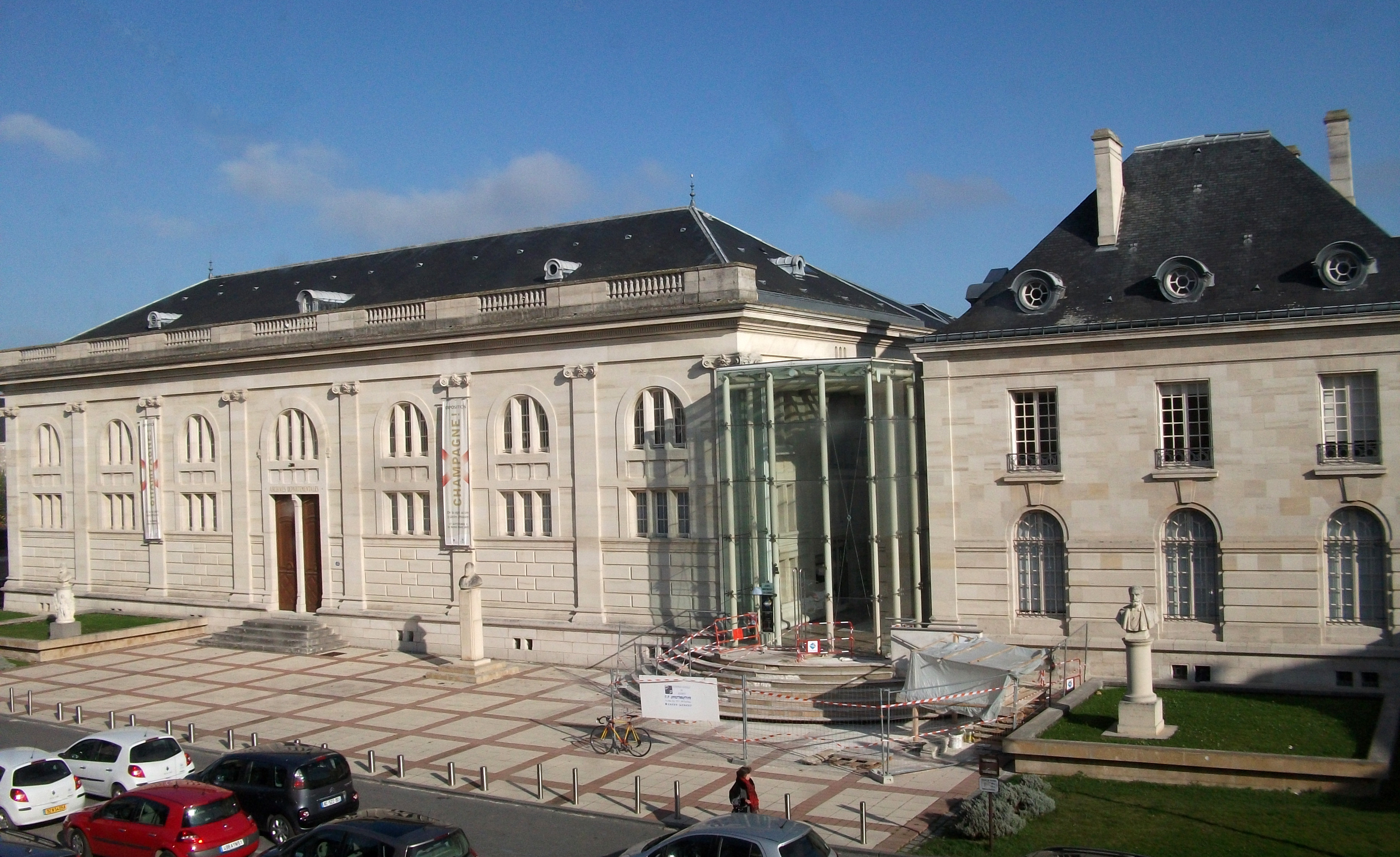
archives départementales.
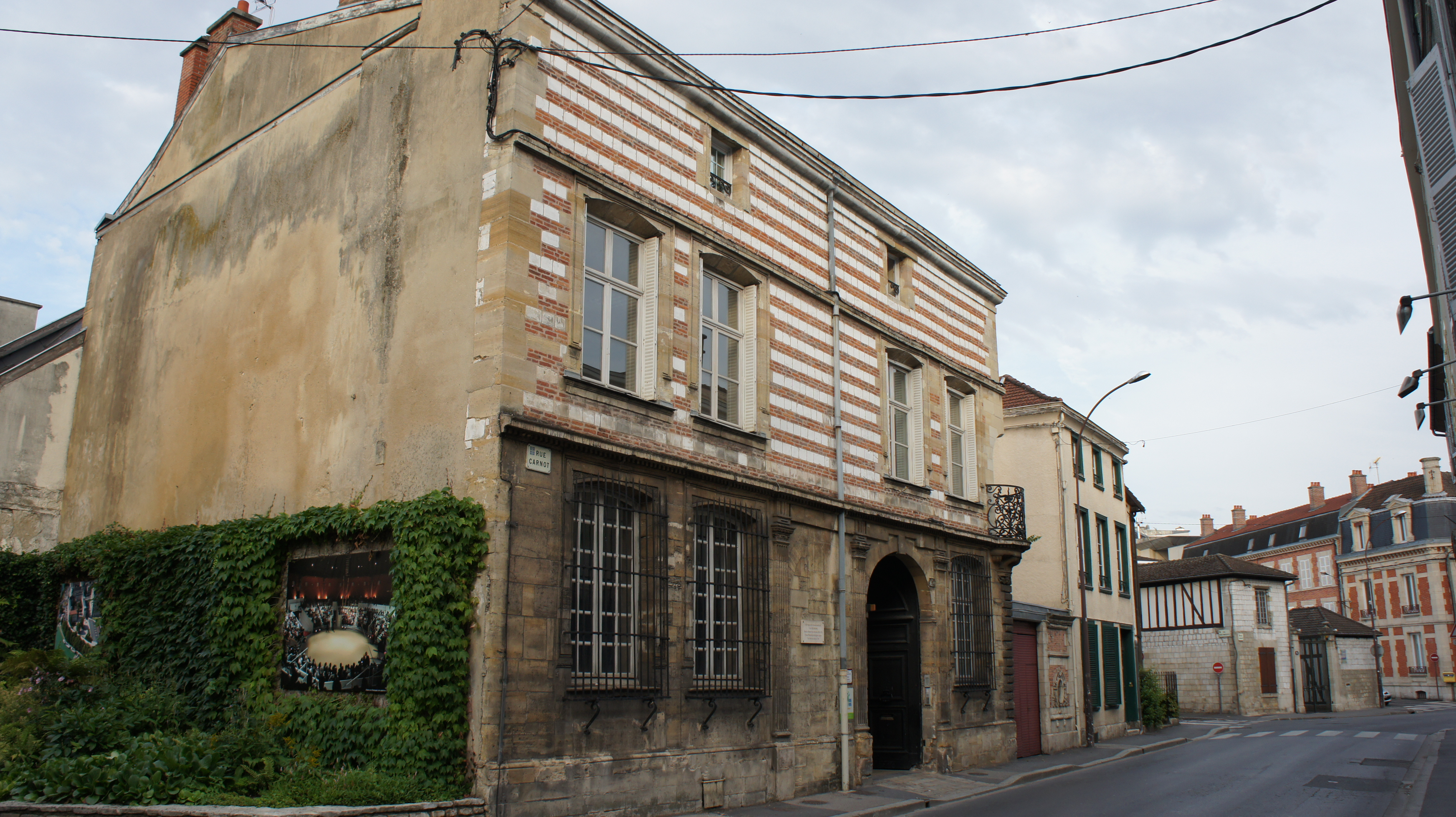
maison de Léon Bourgeois.
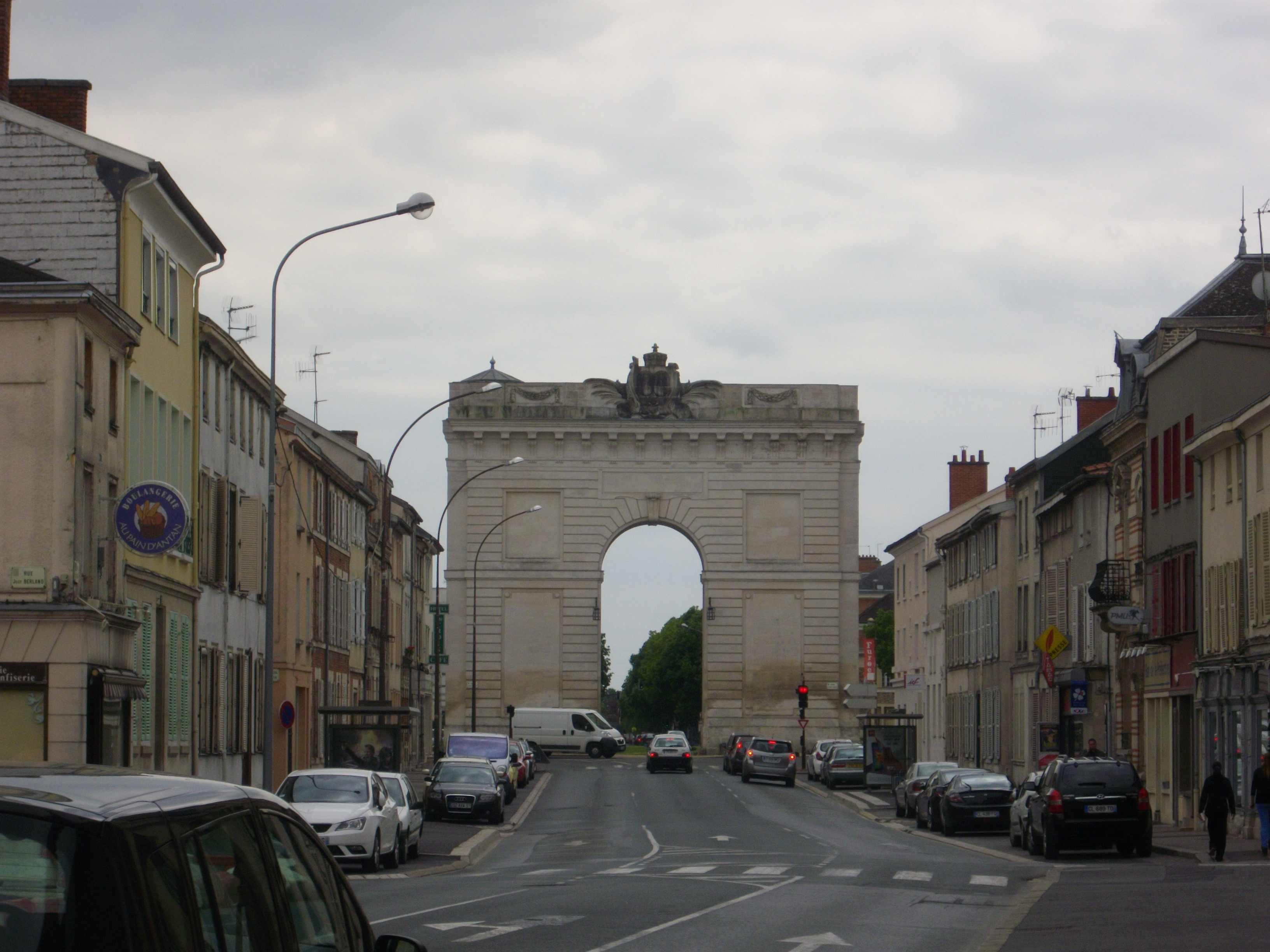
rue Carnot vers la porte Sainte-Croix.